# Jaye Davidson
Jaye Davidson (nascut com Alfred Amey, Riverside, Califòrnia, 21 de març de 1968) és un actor britànic-nord-americà.

## Biografia
Jaye Davidson, que en realitat és Alfred Amey, va néixer a la ciutat de Riverside, en l'estat de Califòrnia, però va créixer a Anglaterra. En una entrevista de 1993 va dir que sa mare era empresària i que son pare havia mort. Després d'acabar l'escola secundària, va començar a treballar a The Walt Disney Company a Londres.
Tot i no haver actuat prèviament, va ser triat a causa del seu aspecte androgin per interpretar a una transsexual anomenada Dil en la pel·lícula de Neil Jordan Joc de llàgrimes (1992), en la qual al principi no es revela que és home. Quan la mateixa es va estrenar, la productora Miramax va demanar als crítics que s'ometeren el gènere de Davidson en les seves ressenyes. Per la seva actuació, Davidson va guanyar el National Board of Review i va ser candidat al premi Oscar i al BAFTA en la categoria millor actor de repartiment.
El 1994 va encarnar el déu Ra en la pel·lícula de Roland Emmerich Stargate, en la qual va compartir repartiment amb James Spader i Kurt Russell. Aquest mateix any, va treballar al telefilm Jiggery Pokery. Després d'això, va actuar en el documental Catwalk. Davidson, disgustat amb la fama que estava obtenint, es va centrar en el modelatge. No va tornar a actuar sinó fins a 2009, quan va interpretar a un fotògraf nazi en el curt The Borghilde Project.

## Filmografia
| Any  | Títol original        | Papel         |
| ---- | --------------------- | ------------- |
| 1992 | Joc de llàgrimes      | Dil           |
| 1994 | Stargate              | Ra            |
| 1994 | Jiggery Pokery        | Jo            |
| 1996 | Catwalk               | Ell mateix    |
| 2009 | The Borghilde Project | Fotògraf nazi |

## Premis

### Premis Oscar
| Any  | Categoria              | Pel·lícula       | Resultat |
| ---- | ---------------------- | ---------------- | -------- |
| 1993 | Millor actor secundari | Joc de llàgrimes | Nominat  |

### Premis BAFTA
| Any  | Categoria              | Pel·lícula       | Resultat |
| ---- | ---------------------- | ---------------- | -------- |
| 1993 | Millor actor secundari | Joc de llàgrimes | Nominat  |